# 风伯
风伯，一名飞廉，中国神话中的风神，掌八风消息，通五运之气候。漢朝時，以箕星為风伯。

## 记载
- 《山海經·大荒北经》：蚩尤作兵伐黄帝，请風伯、雨師，纵大风雨。
- 《周礼·大宗伯》：“以楠燎祀司中、司命、风师、雨师。”